# الواقعية الكلاسيكية الجديدة

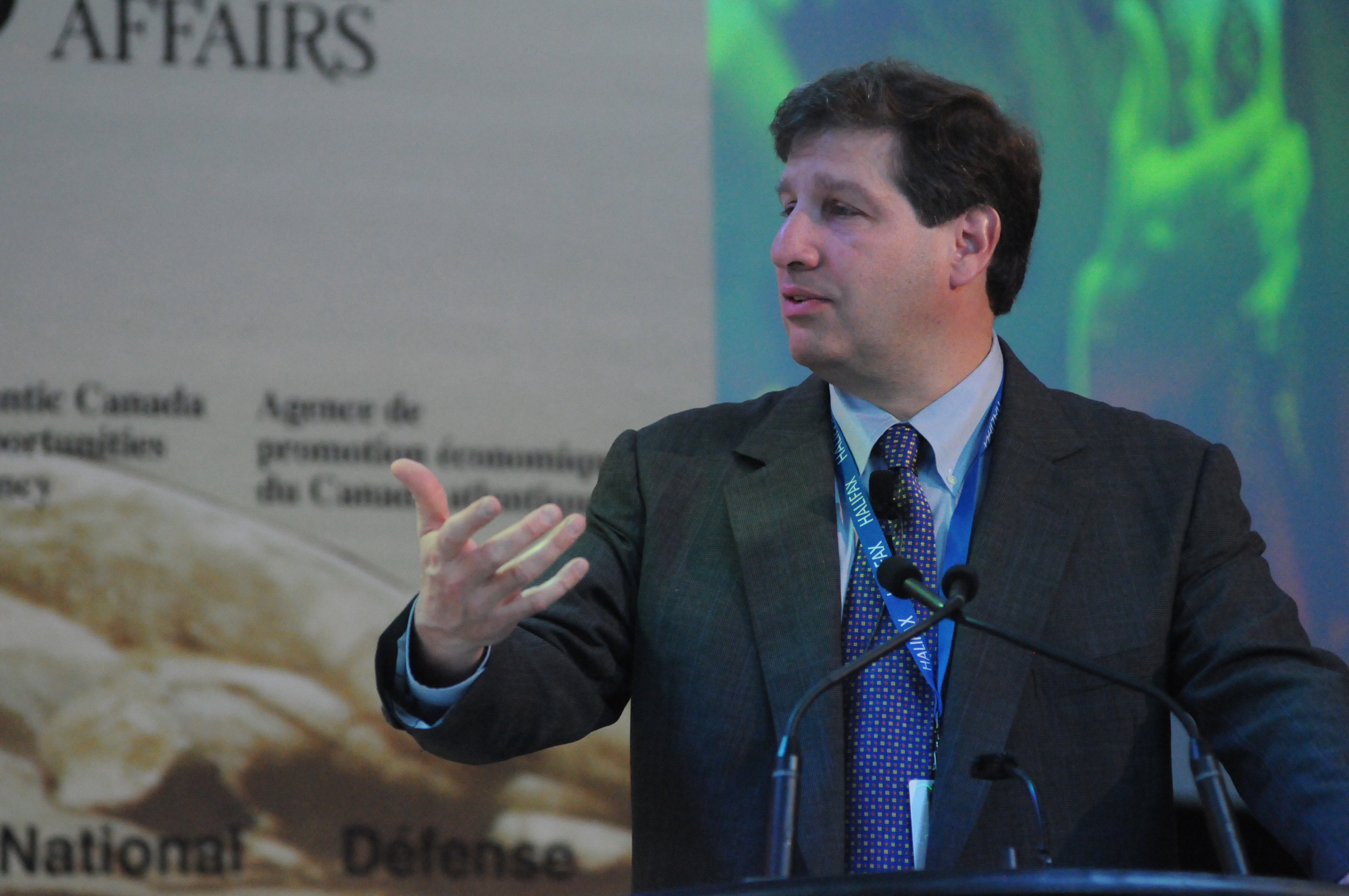
محرر الشؤون الخارجية، جيديون روز، يدير الجلسة الافتتاحية لمنتدى هاليفاكس للأمن الدولي لعام 2012.

النظرية الواقعية الكلاسيكية الجديدة هي نظرية من نظريات العلاقات الدولية ، وتعتبر مزيج من الواقعية الكلاسيكية والواقعية الجديدة وخاصة الواقعية الدفاعية.
تعتبر الواقعية الكلاسيكية الجديدة أن تفاعلات الدولة في النظام الدولي يمكن تفسيرها من خلال متغيرات نظامية، مثل توزيع مقومات القوة بين الدول، وأيضاً كمتغيرات معرفية مثل الإدراك والفهم الخاطئ بسبب الضغوط النظامية ونوايا الدول الأخرى أو التهديدات ، وكذلك متغيرات محلية مثل مؤسسات الدولة والتخب والعوامل المجتمعية داخل الدولة والتي تؤثر علي السلطة وحرية تصرف صناع القرار في السياسة الخارجية.

## توازن القوى
تتفق الواقعية الكلاسيكية الجديدة مع الواقعية الجديدة في مفهوم توازن القوي، بل وتضيف أن عدم الثقة بين الدول وعدم القدرة علي المعرفة الدقيقة بقدرة الدول أو قادة الدول علي حشد قوة الدولة والدعم الشعبي يمكن أن يؤدي إلي نتائج غير متوقعة أو بسلوكيات تؤدي لأختلال توازن يؤدي لأختلالات في النظام الدولي، وصعود وسقوط القوى العظمى والحرب:
- يحدث التوازن المناسب عندما ندرك نوايا دولة تجاة دولة أخرى ونرصده بشكل صحيح.
- تحدث الموازنة الغير ملائمة أو تعظيم الوزن بالنسبة للدولة حينما نتصور أن دولة تمثل تهديداً لدولة أخرى، تستخدم موارد كثيرة جدا أكثر من أحتياجاتها لإحداث التوازن. وهذا يمثل خللاً.
- يحدث اختلال التوازن عندما تقصر الدولة في تحقيق التوازن، إما عن عدم كفاءة أو أن تدرك الدولة بشكل غير صحيح أنها أقل من التهديد مما هو عليه في الواقع. وهذا أيضاُ يسبب خللاً.
- يحدث انعدام التوازن عندما تتجنب دولة إحداث توازن من خلال المسايرة أو الهروب. وقد تختار دولة ما القيام بذلك لعدد من الأسباب بما في ذلك عدم القدرة علي التوازن.

## الواقعيين الكلاسيكيين الجدد
الأشخاص المذكورين كواقعيين كلاسيكيين جدد، وسنة صدور العمل المصاحب للتصنيف كما يلي:
- كينث والتز - 1979
- وليام والفروث - 1993
- توماس كريستنسين - 1996
- أليستر موراي - 1997
- جدعون روز - 1998
- راندال سكولير - 1998
- فريد زكريا - 1998
- روبرت جيرفيس - 1999
- كولن ديوك - 2006
- أسيل توجي - 2010
- توم دايسون - 2010